# Sartorita
La sartorita és un mineral de la classe dels sulfurs que pertany i dona nom al grup de la sartorita. Rep el nom de Wolfgang Sartorius von Waltershausen (1809 - 1876), professor de mineralogia de la Universitat de Göttingen, a Alemanya. Va ser el primer a descriure el mineral.

## Característiques
La sartorita és una sulfosal de fórmula química PbAs₂S₄. Cristal·litza en el sistema monoclínic. La seva duresa a l'escala de Mohs és 3.
Segons la classificació de Nickel-Strunz, la sartorita pertany a «02.HC: Sulfosals de l'arquetip SnS, amb només Pb» juntament amb els següents minerals: argentobaumhauerita, baumhauerita, chabourneïta, dufrenoysita, guettardita, liveingita, parapierrotita, pierrotita, rathita, twinnita, veenita, marumoïta, dalnegroïta, fülöppita, heteromorfita, plagionita, rayita, semseyita, boulangerita, falkmanita, plumosita, robinsonita, moëloïta, dadsonita, owyheeïta, zoubekita i parasterryita.

## Formació i jaciments
Va ser descoberta a la pedrera Lengenbach, a la vall de Binn (Valais, Suïssa). També ha estat descrita a Àustria, Itàlia, Espanya, Hongria, l'Azerbaidjan, Rússia, la República Popular de la Xina, el Japó, els Estats Units i l'Argentina.